# Alfonso Soriano Benítez de Lugo
Alfonso Soriano Benítez de Lugo (San Cristóbal de La Laguna, Tenerife, 2 de octubre de 1936) es un jurista, funcionario y político español, en cinco ocasiones diputado al Congreso, además de senador y primer presidente del ente preautonómico Junta de Canarias.

## Biografía
Licenciado en Derecho por la Universidad de Madrid, tras pasar por la Universidad de La Laguna, amplió y completó estudios en la Escuela de Organización Industrial (EOI) y en el actual Instituto Nacional de Administración Pública, en el que después fue profesor. Accedió por oposición a la función pública, dentro del cuerpo técnico de la Administración Civil del Estado en los años 1960. Ocupó diversas responsabilidades como funcionario público durante la dictadura franquista, donde fue subdirector general en el área de personal de dos ministerios —Educación y Vivienda— y de la Presidencia del Gobierno.
En el ámbito político, durante la Transición, se integró en Unión de Centro Democrático (UCD), formación con la que fue elegido diputado en 1977 por la circunscripción de Tenerife en las primeras elecciones libres tras la dictadura, siendo partícipe del proceso constituyente. En la siguiente convocatoria electoral, 1979, fue elegido senador, también por Tenerife. Formó parte de la Asamblea de Parlamentarios que abordó la puesta en marcha del proceso autonómico para Canarias y comenzó la elaboración de lo que después sería el estatuto autonómico de las islas. En este proceso, Alfonso Soriano fue el primer presidente del órgano de gobierno preautonómico, —Junta de Canarias—, entre 1978 y 1979. Fue sustituido en el cargo por su compañero de UCD, Fernando Bergasa Perdomo. 
Después de la desintegración de UCD tras la severa derrota de la formación en las elecciones de 1982, Alfonso Soriano se integró en el Partido Popular, formación con la que fue de nuevo elegido diputado al Congreso en 1989, 1993, 1996 y 2000. 
Tras abandonar el Congreso en 2004, fue concejal del Ayuntamiento de Santa Cruz de Tenerife hasta 2011, siendo crítico con su formación política, tanto en lo relativo al gobierno de la ciudad, como en la gestión de la propia dirección tinerfeña.
El Ayuntamiento tinerfeño le otorgó Distinciones y Honores en 2012 por su labor como primer presidente de Canarias.